# Stanway (Essex)
Pour les articles homonymes, voir Stanway.
Stanway est un village et une paroisse civile de l'Essex, en Angleterre.